# جائزة فرنسا الكبرى 1934
سباق الجائزة الكبرى الفرنسي 1934 (رسميًا الجائزة الكبرى الثامنة والعشرون لنادي فرنسا للسيارات) هو سباق الجائزة الكبرى للسيارات الذي أقيم في 1 يوليو 1934 في مونتليري. يتألف السباق من 40 دورة على حلبة بطول 12.5 كيلومتر، بمسافة إجمالية قدرها 500.0 كيلومتر. 